# Itame coortaria
Itame coortaria är en fjärilsart som beskrevs av George Duryea Hulst 1887. Itame coortaria ingår i släktet Itame och familjen mätare. Inga underarter finns listade i Catalogue of Life.